# Björkelycke naturreservat
Björkelycke naturreservat är beläget i Kristianopels socken i Karlskrona kommun, Blekinge.
Reservatet är skyddat sedan 2016 och omfattar 14 hektar. I reservatet finns naturlig sandtallskog.
Blekingeleden går ingenom området.